# Duché de Münsterberg
1321–1791
Entités précédentes :
- Duché de Schweidnitz-Jauer

Entités suivantes :
- Royaume de Prusse

Le duché de Münsterberg (en polonais Księstwo ziębickie, en tchèque Minstrberské knížectví, en latin Ducatus Monsterbergensis, en allemand Herzogtum Münsterberg) est un ancien duché  dont la capitale était Münsterberg (en polonais Ziębice) qui a existé de 1321 à 1742, dans la basse Silésie et qui est dorénavant situé en Pologne.

## Historique

### Duché Piast
Après la mort du duc Henri IV Probus en 1290, pendant la période de fragmentation du royaume de Pologne, Bolko Ier le Sévère, second fils de Boleslas II le Chauve hérite vers 1300 des cités de Ziębice en allemand (Münsterberg) et de Ząbkowice Śląskie (en allemand Frankenstein) et achève la construction du château de Münsterberg. À sa mort en 1301 ses possessions sont divisées entre ses trois fils. le plus jeune Bolko II de Ziębice, reçoit Münsterberg (c'est-à-dire Ziębice) en 1321 et il est le premier à se proclamer  « Duc de Münsterberg » (ou duc de Ziębice). Il réside dans le château de la cité. À la suite de sa volonté d'y établir un diocèse, une longue querelle éclate avec l'évêque de  Breslau, qui lui interdit plusieurs fois le duché et lance un anathème. Après le siège de Frankenstein par le margrave de Moravie et futur roi de Bohême et empereur Charles de Luxembourg, Bolko II reconnait la suzeraineté de la Bohême le 29 aout 1336 lors de la signature de l'accord de Straubing. Bolko II meurt en 1341 et est inhumé dans l'église du monastère d'Henryków qu'il avait généreusement doté au cours de sa vie.
Le fils de Bolko II, Nicolas le Petit, est duc de Münsterberg jusqu'en 1358. L'année de la mort de son père il rend l'hommage au roi de Bohême  Jean de Luxembourg et à son fils Charles. Le successeur de Nicolas, Bolko III, meurt en 1410. Les ducs suivants les frères  Henri († 1420) et Jean, règnent conjointement jusqu'en 1420; ensuite Jan règne seul. Jan meurt le 27 décembre 1428 lors de la bataille d'Altwilmsdorf (en polonais Stary Wielisław) contre les Hussites. Avec lui la lignée des ducs Piast de Münsterberg s'éteint.

### Duché du royaume de Bohême
Après la mort du duc Jan, le duché revient au roi de Bohême Sigismond Ier qui en investit en 1429 Půta III de Častolovice. Il est acquis en 1456 par le Georges de Bohême et il demeure dans sa famille jusqu'en 1569 année où il fait encore retour à la couronne de Bohême c'est-à-dire désormais aux Habsbourgs.
L'empereur et roi de Bohême Ferdinand III  donne le duché en 1654 à un prince du Saint-Empire le comte Johann Weikhard d'Auersperg. Après la première guerre de Silésie, le duché est incorporé en 1742 dans la Silésie prussienne bien que les Auersperg conservent leurs possessions. Le duché est vendu en 1791, par le Prince Charles Joseph Anton d'Auersperg au roi Frédéric-Guillaume II de Prusse.

### Liste des ducs de Münsterberg

#### Ducs bénéficiaires
- 1429–1434 Půta III de Častolovice († 1434)
- 1435–1436 Euphemia de Ziębice († 1447), sœur de Jean de Ziębice, renonce à ses droits
- 1437–1440 Anna de Koldice († 1467), veuve de Půta III de Častolovice
- 1440–1443 Hynek Krušina de Lichtenburg († 1454), acquiert les droits d'Anna, qu'il épouse trois semaines plus tard

#### Ducs héréditaires
- 1443–1452 Guillaume d'Opava († 1452), fils de Przemko Ier d'Opava de la dynastie des Přemyslides et de Katharine, sœur de Jean de Ziębice († 1428), le dernier duc Piast.
- 1452–1456 Ernest d'Opava († 1464), frère de Guillaume vend  Münsterberg en 1456 au roi de Bohême Georges de Poděbrady.
- 1456–1462 Georges de Poděbrady († 1471)
- 1462–1498 Henri Ier de Poděbrady  dit l'Ainé duc de Münsterberg-Oels († 1498), fils de Georges de Bohême, prince d'Empire en 1462, comte de Kłodzko, jusqu'en 1495 également duc d'Oels. Associé avec ses frères:
  - 1462–1471 Victor de Poděbrady († 1500), son frère associé ;
  - 1462–1471 Henri II le Jeune († 1492) son frère associé ;
- 1498–1536 Charles Ier de Poděbrady de Münsterberg-Oels († 1536), fils de Henri Ier l'Ancien, duc d'Oels, comte de Kladsko; avec:
  - 1498–1502 Georges Ier de Poděbrady de Ziębice († 1502), fils de Henri Ier l'Ancien, duc d'Oels, comte de Kłodzko (tchèque Kladsko)
  - 1498–1511 Albert Ier de Poděbrady duc de Münsterberg-Oels († 1511), fils de Henri Ier l'Ancien, duc d'Oels, comte de Kłodzko (allemand Glatz)
- 1536-1541 : Anne de Sagan veuve de Charles Ier ;
- 1536–1542 Joachim de Münsterberg-Œls évêque de Brandebourg en 1546 († 1562) conjointement avec ses frères fils de Charles Ier, ducs de Münsterberg-Oels, donnent Münsterberg en gage à leur cousin:
  - Henri II († 1548) ;
  - Jean de Poděbrady   († 1565) ;
  - Georges II  († 1553) ;
- 1542–1547 Frédéric II de Legnica († 1547) duc engagiste
- 1547–1552 Ferdinand Ier du Saint-Empire duc engagiste ;
- 1552–1559 Isabelle Jagellon duchesse engagiste;
- 1559–1565  Jean de Poděbrady d'Oels  († 1565), fils de Charles Ier récupère le duché.
- 1565-1569: Charles Christophe de Poděbrady d'Oels († 1569) À sa mort Henri III duc de Bernstadt († 1587) fils de Henri II vend ses droits sur le duché mais les Poděbrady conservent le droit de se prévaloir du titre ducal jusqu'en 1647.
- 1569–1654 Retour au royaume de Bohême
- 1654–1677 Johann Weikhard d'Auersperg
- 1677–1705 Johann Ferdinand d'Auersperg, fils de Johann Weikhard ;
- 1705–1713 Franz Karl d'Auersperg, frère de Ferdinand Franz ;
- 1713–1783 Heinrich Joseph Johann d'Auersperg, fils de Franz Karl, vassal de la Prusse en 1742 ;
- 1783–1791 Karl Joseph Antoine d'Auersperg (mort 1800), fils de Heinrich Joseph ;
- 1791 il vend à la maison de Hohenzollern
- 1795 vente à Ludwig William de Schlabrendorf

## Sources
- (en) Cet article est partiellement ou en totalité issu de l’article de Wikipédia en anglais intitulé « Duchy of Münsterberg » (voir la liste des auteurs), édition du 24 juin 2014.
- (de) Hugo Weczerka: Handbuch der historischen Stätten Schlesien, Second Édition, Stuttgart 2003, (ISBN 3-520-31601-3), S. 95–99 und 320–324
- (de) Historische Kommission für Schlesien (Hg.): Geschichte Schlesiens, Bd. 1, Sigmaringen 1988,  (ISBN 3-7995-6341-5)
- (cs) Jan Urban: Lichtenburkové. Praha 2003,  (ISBN 80-7106-579-X), S. 290–320
- (cs) Rudolf ŽÁČEK, Dějiny Slezska v datech. Praha : Libri, 2003.  (ISBN 80-7277-172-8).
- Anthony Stokvis, Manuel d'histoire, de généalogie et de chronologie de tous les États du globe, depuis les temps les plus reculés jusqu'à nos jours, préf. H. F. Wijnman, éditions Brill Leyde 1893, réédition, 1966, Chapitre VIII  « Maison de Poděbrad » et tableau généalogique no 17.
- (en) & (de) Peter Truhart, Regents of Nations, K. G Saur Münich, 1984-1988 (ISBN 359810491X), Art. « Münsterberg » p. 2452-2453.